# The Legend of Zelda (игра)
The Legend of Zelda (яп. THE HYRULE FANTASY ゼルダの伝説 THE HYRULE FANTASY Дзэруда но Дэнсэцу, также известная в Японии как «The Hyrule Fantasy: The Legend of Zelda») — приключенческая видеоигра, разработанная и изданная Nintendo при участии геймдизайнеров Сигэру Миямото и Такаси Тэдзуки для приставки Family Computer Disk System в 1986 году. В августе 1987 года игра была выпущена на североамериканском рынке, в ноябре того же года — в Европе.
Первая игра в серии The Legend of Zelda. Игра стала бестселлером для платформы, было продано 6,5 млн копий.

## Сюжет

Титульный экран игры.

Сюжет игры The Legend of Zelda в очень сжатой форме описывается во вступлении к игре и куда более подробно — в сопровождавшем игру иллюстрированном руководстве пользователя. Действие игры разворачивается в вымышленном королевстве Хайрул (англ. Hyrule). Вторгшаяся в Хайрул армия могущественного принца Тьмы Ганона (англ. Ganon) ввергла королевство в хаос, сам Ганон захватил Трифорс Силы, магический артефакт, дарующий своему владельцу великую мощь. Принцесса Хайрула Зельда, владевшая другим артефактом, Трифорс Мудрости, разделила его на восемь фрагментов и спрятала их от Ганона в тайных подземельях королевства.
В буклете рассказывается, как однажды старая женщина по имени Импа, доверенная кормилица принцессы Зельды, была окружена приспешниками Ганона, и главный герой игры Линк обратил их в бегство. Импа поведала Линку о бедствии, обрушившемся на Хайрул, и тот решил спасти Зельду. Но чтобы сразиться с Ганоном, ему нужно предварительно найти и собрать воедино рассредоточенные по стране фрагменты Трифорса Мудрости.

Спрайт, изображающий главного героя игры — Линка.

## Игровой процесс
Игровой процесс The Legend of Zelda представляет собой комбинацию из экшна, квеста, RPG и игр-головоломок. Игроку предлагается управлять главным героем в реальном времени и вести бои с противниками в аркадном режиме, в то же время имеется возможность увеличить по ходу игры показатели героя и характеристики оружия, присутствует инвентарь с возможностью использования некоторого количества полезных предметов. Игровой интерфейс представлен на двух экранах — «главном» и «вспомогательном», переключение между которыми производится нажатием кнопки «Start». На главном экране происходят игровые события: перемещение игрового персонажа по уровню, бои с монстрами и т. д., в то время как вспомогательный экран отображает инвентарь персонажа, количество найденных фрагментов Трифорса и использующееся в данный момент дополнительное оружие.
Игровой мир показан в проекции «сверху-сбоку», игрок управляет персонажем по имени Линк (можно назначить другое имя), который первоначально из снаряжения имеет только лёгкий щит. Найдя меч или любое другое оружие, игрок получает возможность атаковать монстров и начинает исследование мира.
Убитый противник может оставить после себя бонус: драгоценные камни Rupees (выполняющие в игре роль платёжного средства), либо сердечко, восстанавливающее уровень здоровья. Иногда убийство монстра может освободить фею, волшебное существо, которое восстанавливает несколько сердец здоровья Линка. Иногда — волшебные часы, на время парализующие монстров.
В игре отсутствует карта мира, есть только карты подземелий (которые спрятаны в лабиринтах и требуют дополнительного поиска) и своеобразный радар в верхнем левом углу «главного» экрана, на котором отображается настоящее местонахождение Линка в игровом мире. Руководство пользователя, вопреки традиции, не содержало в себе подробной карты игрового мира, только инструкции по достижению первого лабиринта и фрагмент карты, руководствуясь которым игрок мог найти второй лабиринт.

### Оружие и предметы
Основным оружием в игре является меч. В игре присутствует три разных меча, доступных для игрока и отличающихся своими характеристиками: базовый меч (англ. Sword), Белый меч (англ. White sword) и Магический меч (англ. Magical sword). Каждый последующий наносит урон в 2 раза больший, чем предыдущий. Пока здоровью Линка не нанесён ущерб (то есть все сердечки, обозначающие его уровень здоровья, остаются красными), он способен при атаке кидать меч, нанося противнику повреждения с безопасного расстояния. Как только Линк получает ранение и здоровье его снижается, он теряет способность к такой атаке и вынужден рубить врагов в ближнем бою, либо использовать дополнительное оружие.
Базовый щит, с которым Линк начинает игру, способен защитить от атак только в начале игры. Его желательно заменить на более прочный магический (англ. Magical shield), который может останавливать большинство атак противников и который можно приобрести у торговца.

«Вспомогательный» экран. 7 из 8 фрагментов Трифорса игроком уже найдены.

В игре имеется набор предметов, использование которых может существенно облегчить её прохождение, а тот факт, что без некоторых из них завершить игру невозможно, стимулирует игрока для активных поисков. Некоторые из предметов (обычно в их базовом варианте) можно приобрести у торговца, более ценные спрятаны в тайниках лабиринтов.

### Неигровые персонажи

Текстовое вступление к игре. Как и большинство японских игр, локализованных для Северной Америки, The Legend of Zelda страдала от плохого перевода: имя главного антагониста Ганона ошибочно написано как Gannon, присутствуют элементы буквального подстрочного перевода.

Помимо монстров в игровом мире присутствует небольшое количество неигровых персонажей, с которыми игрок может взаимодействовать. Некоторые из неигровых персонажей занимаются торговлей, другие могут предоставить ценную информацию, способную помочь в прохождении игры. Местонахождение этих персонажей фиксировано, чаще всего они обитают в пещерах, в потайных подземельях и иногда в лабиринтах. Всего в игре насчитывается три типа неигровых персонажей: старик, старуха и торговец. Иногда роль неигрового персонажа выполняет нейтрально настроенный монстр (как правило моблин).
Некоторые из обитателей предлагают сыграть в игру («Lat’s Play Money Making Game»), в которой можно выиграть определённое количество Rupees.

### Лабиринты
Восемь фрагментов Трифорса Мудрости спрятаны в восьми подземных лабиринтах, населённых монстрами. Каждый фрагмент охраняет босс, для победы над которым обычно требуется затратить больше времени либо проявить смекалку (обычно явно выраженное превосходство в чём-то одном оборачивается для босса слабостью в другом, на уязвимые места боссов могут указать редкие неигровые персонажи, встречающиеся в лабиринтах).
Восемь лабиринтов являются так называемыми квестами и пронумерованы от 1 до 8, по мере возрастания сложности прохождения и опасности встречающихся в них монстров. Руководство пользователя настоятельно советовало соблюдать очерёдность прохождения, поскольку предметы, найденные в одних лабиринтах, способны сильно облегчить прохождение других. Найдя все восемь фрагментов Трифорса Мудрости, Линк может взорвать стену в горе и попасть в девятый лабиринт — Смертельные горы (англ. Death Mountain), обитель Ганона. В каждом из них, помимо фрагмента Трифорса, также спрятан один (в конечных лабиринтах — два) предмета инвентаря, которые невозможно найти в другом месте и которые нельзя приобрести у торговцев.
Список лабиринтов и предметов:

Лабиринт (Level 3 — «Manji»).

1. Eagle (Level 1) — лук, способный стрелять стрелами по прямой линии.
2. Moon (Level 2) — магический бумеранг, способный поразить и даже обездвижить врага на несколько минут.
3. Manji (Level 3) — плот.
4. Snake (Level 4) — лестница.
5. Lizard (Level 5) — флейта, может телепортировать игрока.
6. Dragon (Level 6) — магический посох.
7. Demon (Level 7) — красная свеча.
8. Lion (Level 8) — магический ключ, книга заклинаний для посоха.
9. Death Mountain (Level 9) — обитель Ганона — серебряные стрелы, красное кольцо.

### Second Quest
После прохождения The Legend of Zelda игроку становится доступным более сложный уровень, официально называющийся Второй поход (англ. Second Quest). «Второй поход» отличается другими лабиринтами, изменением расположения в них предметов и более сильными монстрами. Имеется возможность запустить «Второй поход» в начале новой игры, для этого достаточно создать учётную запись игрока с именем Zelda.

## Производство

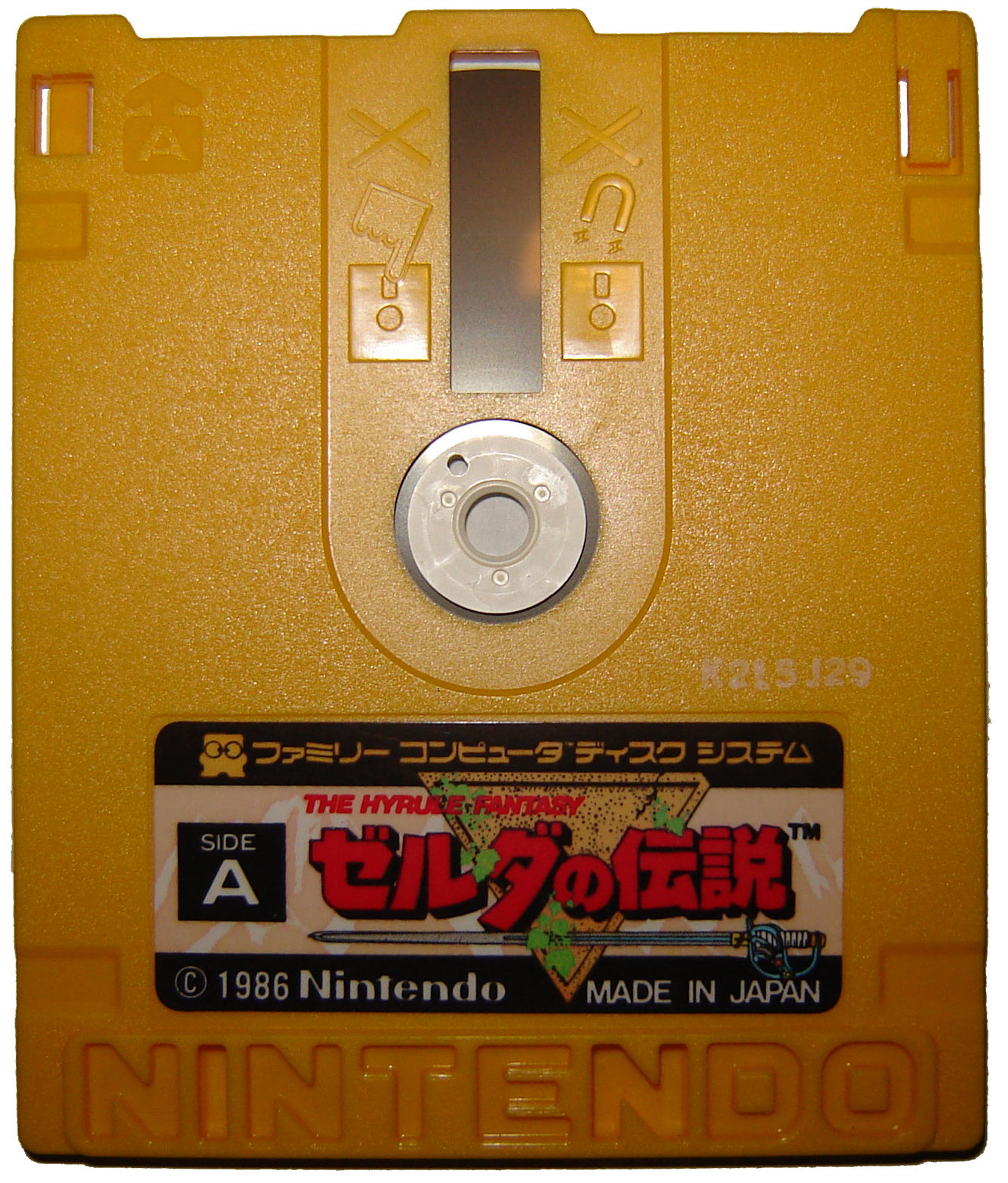
Дискета с игрой Zeruda no Densetsu для FDS

Над игрой работал творческий коллектив под руководством Сигэру Миямото. Одновременно с The Legend of Zelda этот же состав работал и над Super Mario Bros., стараясь, по словам Миямото, сохранить индивидуальность обоих проектов, так непохожих друг на друга. В команде Миямото работали соавтор идеи дизайнер Такаси Тэдзука и композитор Кодзи Кондо.
Своё имя принцесса Зельда получила в честь жены писателя Ф. С. Фицджеральда — Зельды Фицджеральд (1900—1947). В статье пионера индустрии видеоигр Тодда Моватта Сигэру Миямото признаётся: «Она была во всех смыслах известной и красивой женщиной, и мне нравилось звучание её имени. Так что я взял на себя смелость использования её имени в названии самой первой игры».
The Legend of Zelda стала стартовой игрой для периферийного устройства Famicom Disk System, вышедшего в 1986 году. Дискета Famicom Disk, использовавшаяся в качестве носителя, позволяла сохранять и загружать состояние игры. Помимо этого, FDS предоставляла дополнительный звуковой канал, который использовался при различных звуковых эффектах (звук атаки мечом Линка при полном здоровье, рыки и завывания боссов подземелий). Также игра использовала встроенный во второй контроллер Famicom микрофон для борьбы с некоторыми врагами. Руководство к игре рекомендовало бороться с ними, дуя в микрофон или громко крича. При портировании игры на картриджи для NES, у которой не было подобного микрофона, локализаторы не убрали этот раздел, из-за чего западные игроки входили в заблуждение, пытаясь использовать внутриигровой предмет «Свисток», который никак не влиял на врагов. Чтобы уместить игру в формат картриджа, разработчикам пришлось воспользоваться чипом управления памятью MMC1, а звук свести к стандартным каналам, предоставляемым NES. Для реализации функции сохранения и загрузки состояния игры в картридж была интегрирована батарейка, питавшая энергозависимую память, хранившую сохранения. Североамериканский картридж был выпущен в оригинальном исполнении с золотистым покрытием, что является исключением из правил оформления картриджей Nintendo, для которых обычно использовалась тёмно-серая пластмасса.
15 июня 2021 года на E3 Nintendo Direct была анонсирована ограниченная серия карманных устройств Game & Watch: The Legend of Zelda, приуроченная к 35-летию серии The Legend of Zelda. Устройство было выпущено 12 ноября 2021 года и содержало в себе три первые игры серии: The Legend of Zelda, Zelda II: The Adventure of Link и The Legend of Zelda: Link’s Awakening (включая региональные релизы), а также классическую игру для Game & Watch Vermin, стилизованную под тему The Legend of Zelda.

## Признание
| Сводный рейтинг | Сводный рейтинг |
| Агрегатор       | Оценка          |
| --------------- | --------------- |
| GameRankings    | 79,02 %         |

В 1988 году было распродано свыше двух миллионов картриджей с The Legend of Zelda. Большое внимание Nintendo of America было уделено будущим поклонникам игры. В каждой коробке с игрой была приложена карточка с приглашением вступить в сообщество Fun Club, члены которого стали получать многостраничный журнал с новостями об играх Nintendo, издававшийся дважды в месяц. Одной из ценнейших для игроков информацией стали секреты по прохождению игр. Сложная и увлекательная The Legend of Zelda изобиловала различными потайными комнатами, секретными ключами и скрытыми проходами, поэтому статьи, посвящённые её прохождению были особенно ценны. Количество подписчиков Fun Club всё увеличивалось и увеличивалось: к началу 1988 года их насчитывалось уже более одного миллиона. Такое количество людей побудило тогдашнего президента Nintendo of America Минору Аракаву создать журнал Nintendo Power.
В первом же выпуске журнала Nintendo Power (июль-август 1988 года) игра возглавила тридцатку лучших и продолжала занимать высокие позиции до начала 1990-х годов. В том же году The Legend of Zelda была выбрана игроками для награды Nintendo Power Awards в номинации «Best Challenge».
Журнал Game Informer поместил игру на первое место своего списка «Лучших игр всех времён», журнал Electronic Gaming Monthly — на 5-е место списка «200 Величайших Видеоигр своего времени», журнал Nintendo Power — на 7-е место списка «200 Best Nintendo Games Ever». Official Nintendo Magazine поместил игру на 77-е место списка «Greatest Nintendo games of all time», а посетители сайта IGN голосованием присвоили ей 80-е место в «Top 99 Games».